# Ligyra fenestralis
Ligyra fenestralis är en tvåvingeart som först beskrevs av Christian Rudolph Wilhelm Wiedemann 1830.  Ligyra fenestralis ingår i släktet Ligyra och familjen svävflugor. Inga underarter finns listade i Catalogue of Life.